# Процветающая Армения
«Процвета́ющая Арме́ния» (ППА) (арм. Բարգավաճ Հայաստան, Bargavač Hayastan) — правоцентристская либерально-консервативная политическая партия в Армении․ Основана в бизнесменом Гагиком Царукяном 30 апреля 2004 года, когда состоялся учредительный съезд партии.

## Идеология
Позиционирует себя как правоцентристская, либерально-консервативная политическая партия, выступающая за сохранение национальных и традиционных ценностей, придавая важное значение семье, церкви и государственности.
Активно выступает за развитие и укрепление армяно-российских союзнических и стратегических отношений, развитие медицины и спорта, защиту интересов армянской молодёжи. Партия также утверждает, что поддерживает укрепление демократических и добрососедских отношений на Кавказе, а также с Молдавией, Белоруссией, Украиной и с странами Центральной Азии. Несмотря на то, что «Процветающая Армения» является пророссийской и евроскептической партией, она верит в сохранение прочных отношений и экономического партнерства с Европейским союзом.

## История
Партия была основана 30 апреля 2004 года. Её основателем стал крупный предприниматель и известный политик Гагик Царукян, годом ранее избранный депутатом Национального собрания Армении.
Партия дебютировала на парламентских выборах 2007 года, получив 25 мест и 15,1% голосов, что сделало ее второй по величине политической партией в парламенте.
На парламентских выборах 2012 года, партия более чем удвоила свою долю голосов до 30,12%, получив 35 мест и укрепив свои позиции в качестве основной оппозиционной партии в парламенте.
В парламентских выборах 2017 года, партия участвовала в составе Альянса Царукяна. Альянс получил 31 место.
После досрочных парламентских выборов 2018 года, «Процветающая Армения» потеряла пять мест, но по-прежнему оставалась второй по величине партией в Национальном собрании и одной из двух официальных оппозиционных партий, наряду с Просвещённой Арменией.

### 2007
- Царукян, Гагик Коляевич — руководитель
- Сафарян, Арам Виленович — секретарь
- Абрамян, Армен Аршавирович
- Авагян, Арсен Днепрович
- Адонц, Авет Робертович — 27 мая 2009 депутатские полномочия прекращены в связи с назначением Чрезвычайным и полномочным послом Армении в Королевстве Бельгия и Европейском Союзе
- Акопян, Версандик Франсикович
- Ахоян, Арагац Андрушевич — с 15 декабря 2010
- Арутюнян, Мхитар Джаншикович — с 6 декабря 2009
- Арутюнян, Рубик Жораевич — с 26 мая 2008; 11 сентября 2009 депутатские полномочия прекращены в связи с назначением заместителем Министра по чрезвычайным ситуациям Армении
- Баласанян, Самвел Мисакович
- Бостанджян, Вардан Бабкенович
- Гаспарян, Рустам Рафикович
- Геворгян, Рубен Петикович — с 22 сентября 2009
- Григорян, Мартун Камоевич
- Гулоян, Мурад Арамович
- Енокян, Гоар Агабековна
- Закарян, Ишхан Сержикович — 6 ноября 2007 депутатские полномочия прекращены в связи с назначением Председателем Контрольной палаты Армении
- Закарян, Роберт Сергоевич
- Зограбян, Наира Вагановна
- Карагезян, Арутюн Арпиарович
- Карапетян, Каро Еремович
- Мадатян, Грант Робертович
- Манукян, Мелик Сарибекович
- Махсудян, Ваагн Ваграмович
- Меликян, Армен Рафикович — с 9 ноября 2007
- Мнацаканян, Мхитар Эдуардович — 25 ноября 2009 депутатские полномочия прекращены в связи с назначением Министром труда и по социальным вопросам Армении
- Мхитарян, Аршак Гарменович
- Хуршудян, Вачаган Анушаванович — с 8 июня 2009
- Оганесян, Ваге Лавррентьевич — 21 мая 2008 сложил депутатские полномочия
- Петросян, Аревик Гамлетовна — 10 декабря 2010 депутатские полномочия прекращены в связи с назначением членом Конституционного суда Армении
- Согомонян, Эрнест Микаелович
- Степанян, Тигран Вачикович
- Товмасян, Роберт Товмасович
- Тоноян, Ашот Робертович
- Энфиаджян, Ваге Саркисович — с 2 декабря 2009

### 2012
По итогам выборов в Национальное собрание 6 мая 2012 года «Процветающая Армения» вышла на второе место после правящей Республиканской партии, получив 454 673 голосов избирателей (30,12 %). Представлена 31 депутатами (всего в НС Армении — 105 депутат).
- Царукян, Гагик Коляевич — руководитель
- Зограбян, Наира Вагановна — секретарь
- Аветисян, Армен Николаевич
- Агабабян, Араик Размикович
- Ахоян, Арагац Андрушевич
- Аракелян, Базмасер Манафасович
- Арамян, Ара Айкович
- Арсенян, Гурген Бабкенович
- Бабаян, Ваан Шотаевич
- Варданян, Элинар Суриковна
- Гаспарян, Рустам Рафикович
- Геворгян, Рубен Петикович
- Григорян, Григор Вардгесович
- Григорян, Мартун Камоевич
- Гулоян, Мурад Арамович
- Давтян, Грант Давидович
- Карагезян, Арутюн Арпиарович
- Карапетян, Ваан Гургенович
- Карапетян, Каро Еремович
- Кочарян, Давид Жораевич
- Манукян, Абрам Акопович
- Манукян, Мелик Сарибекович
- Маргарян, Григор Сергеевич
- Маргарян, Степан Григорьевич
- Махсудян, Ваагн Ваграмович
- Мелкумян, Микаел Сергеевич
- Мхитарян, Аршак Гарменович
- Оганесян, Ваге Лаврентьевич
- Осканян, Вардан Минасович
- Петоян, Мушег Туринджевич
- Симонян, Меружан Гамлетович
- Степанян, Тигран Вачикович
- Уриханян, Тигран Хачатурович
- Хачатрян, Айк Робертович
- Хачатрян, Лева Юзикович
- Энфиаджян, Ваге Саркисович
- Баласанян, Самвел Мисакович — выбыл из фракции в связи с избранием мэром Гюмри

### 2015 год
До 5 мая 2015 года лидером партии был депутат парламента Гагик Царукян. Пятого мая 2015 года он оставил должность председателя партии и заявил, что уходит из политики. Председателем партии стала Наира Зограбян.

### 2017
10 февраля Гагик Царукян на IX съезде партии был вновь избран её председателем. На парламентских выборах «Процветающая Армения» и партия «Альянс» создали блок «Царукян», к которому также присоединились представители Армянского общенационального движения и партии «Айазн». По итогам очередных парламентских выборов 2 апреля блок «Царукян» финишировал вторым после правящей Республиканской партии, набрав 27,58 % голосов.

### 2018
Во время «Бархатной революции» в Армении партия поддержала известного оппозиционера Никола Пашиняна. На досрочные парламентские выборы 9 декабря 2018 года шла самостоятельно, получив в итоге 103 824 голоса избирателей (8,27 %), что обеспечило партии 26 мест в Национальном собрании, на 5 меньше, чем годом ранее.

### 2021
В ходе предвыборной кампании на досрочных парламентских выборах был арестован кандидат в депутаты из партии «Процветающая Армения» Арамаис Апроян по подозрению в раздаче предвыборных взяток в виде продуктов питания.

## Партийные символы
У партии есть свой герб и гимн. Символом партии является сочетание букв и линий армянских букв «Բ» и «Հ» в соответствии с каждым цветом флага Республики Армения, под которым написан лозунг «Давайте вместе строить процветающую страну». Флаг партии имеет ширину и длину 1:2, в центре — белый плакат с названием партии и символом партии.

## Партийные лидеры
- Гагик Царукян (30 апреля 2004 года — 5 марта 2015 года[14])
- Наира Зограбян (5 марта 2015 года[15] — 10 февраля 2017 года)
- Гагик Царукян (10 февраля 2017 года — настоящее время)

## Сотрудничество
Партия «Процветающая Армения» сотрудничает с рядом политических сил, действующих за рубежом.
В 2008 году председатель партии Гагик Царукян и председатель Высшего совета партии «Единая Россия» Борис Грызлов подписали соглашение о сотрудничестве.
Партия сотрудничает с Партией регионов Украины с 2009 года.
В 2009 году была заложена прочная основа для сотрудничества между партией «Процветающая Армения» и Коммунистической партией Китая.
В 2014 году «Процветающая Армения» и «Либеральная партия Армении» подписали соглашение о сотрудничестве.
3 июля 2014 года партия официально вступила в Альянс европейских консерваторов и реформистов.
9 ноября 2020 года партия подписала совместную декларацию с другими партиями-участниками «Движения по спасению Родины», призывающую премьер-министра Никола Пашиняна уйти в отставку во время политического кризиса в Армении.